# Exotoxine A

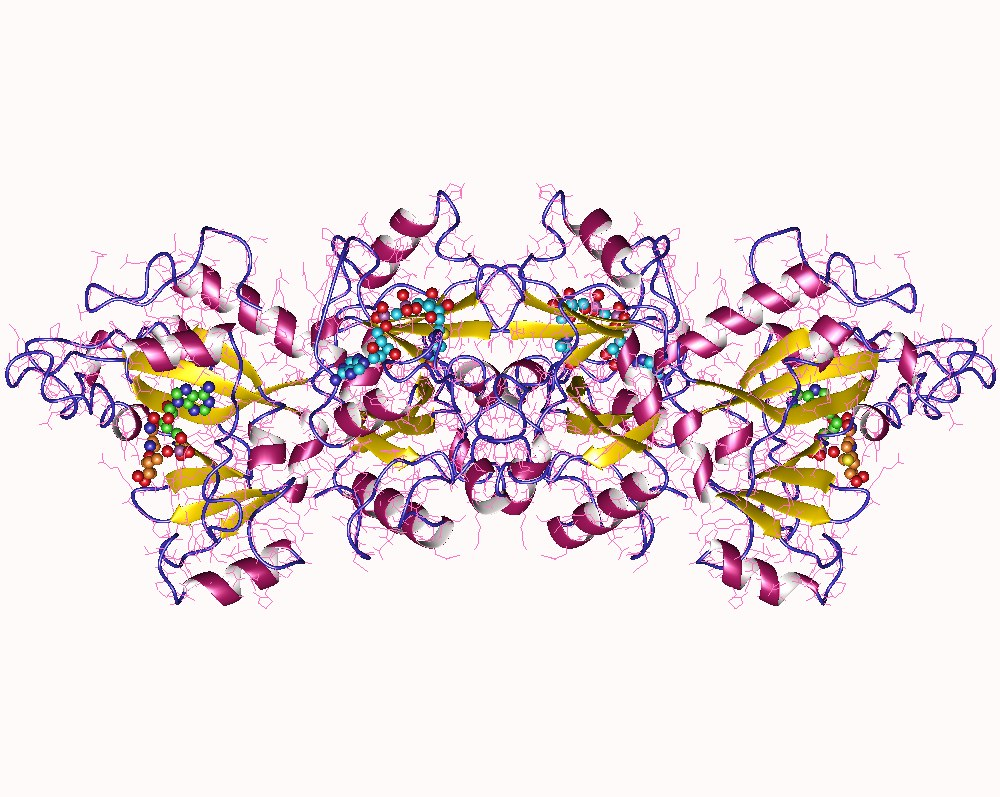
Représentation à hélices et feuillets de l'exotoxine A.

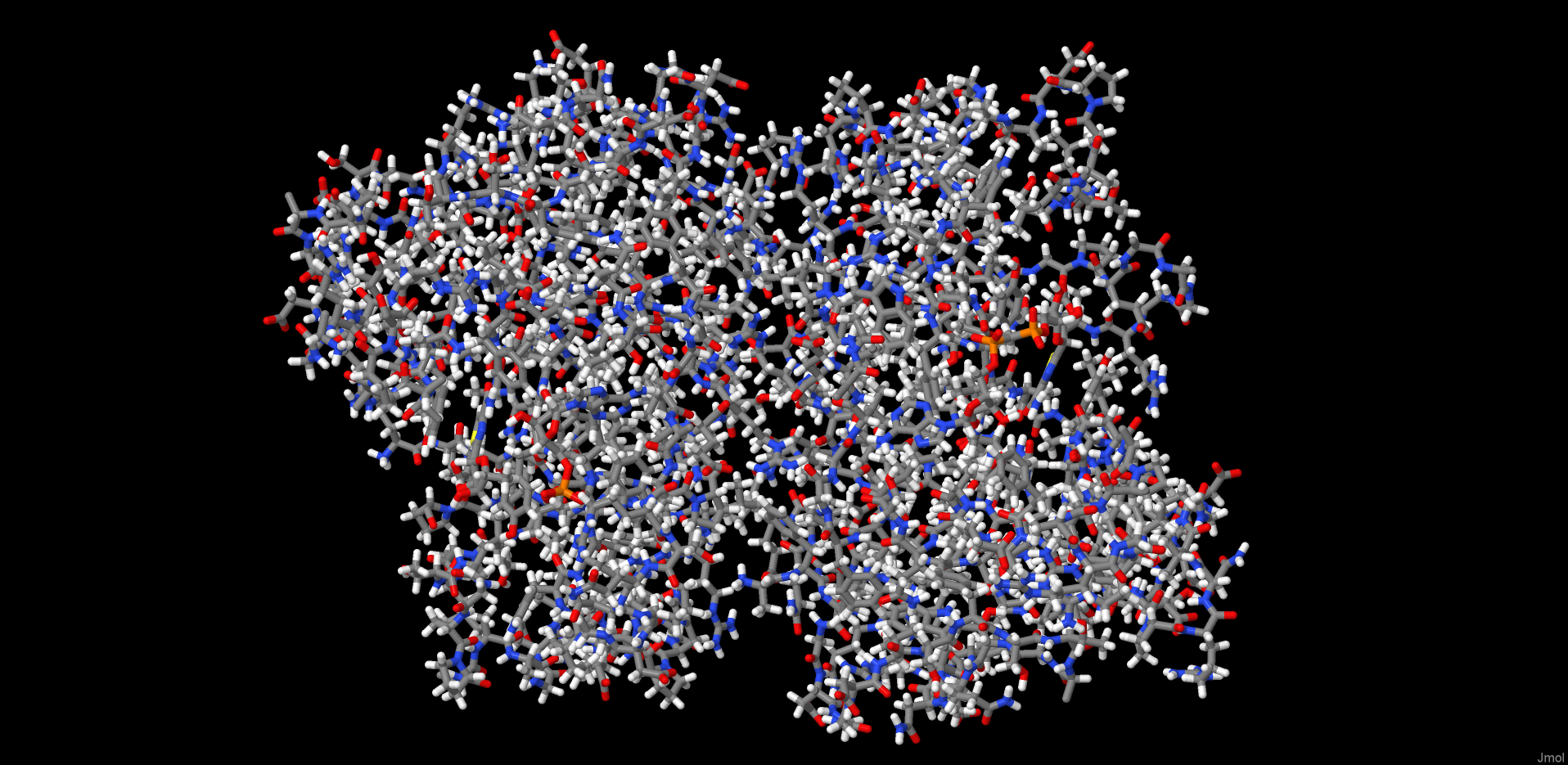
Exotoxine A. L'hydrogène est en blanc, le carbone en gris, l'oxygène en rouge, l'azote est en bleu et le phosphore est en orange.

L'exotoxine A est une exotoxine produite par Pseudomonas aeruginosa.
Elle entrave la traduction des protéines en inhibant l'elongation factor-2 (en) par ADP-ribosylation.
Cette toxine a été étudiée dans le cadre du traitement de l'hépatite B.